# 多苞木荷
多苞木荷（学名：Schima multibracteata）为山茶科木荷属下的一个种。

## 扩展阅读
維基物種上的相關：多苞木荷